# Machaerina insularis
Machaerina insularis là loài thực vật có hoa trong họ Cói. Loài này được (Benth.) T.Koyama mô tả khoa học đầu tiên năm 1956.